# Francesco Cucchi
Francesco Cucchi (Bergamo, 17 dicembre 1834 – Roma, 2 ottobre 1913) è stato un patriota e politico italiano.
Fu senatore del Regno d'Italia nella XVIII legislatura, fratello di Luigi Cucchi, già sindaco di Bergamo e deputato del Regno.

## Biografia
Francesco Cucchi si distinse fin da giovane per il suo fervido patriottismo, tanto da arruolarsi nel 1859 nei cacciatori delle Alpi, al seguito di Giuseppe Garibaldi.
Partecipò con entusiasmo alla Spedizione dei Mille durante la quale, con i concittadini Francesco Nullo e Gabriele Camozzi, si distinse per le gesta eroiche.
Quattro anni più tardi venne inviato nei territori irredenti dell'impero austriaco per fomentarvi rivolte.  Nel 1866 partecipò alla terza guerra di indipendenza come ufficiale di stato maggiore nel Corpo Volontari Italiani di Giuseppe Garibaldi. Nel 1867 fu inviato in segreto da Garibaldi a Roma ma non riuscì a promuovere la sollevazione della città.
Una volta ottenuta l'unità d'Italia, partecipò attivamente alla vita politica del Regno d'Italia, tanto da essere eletto deputato al Parlamento italiano, con il partito radicale, per 27 anni; fu nominato senatore del Regno d'Italia il 10 ottobre 1892.
"Notissimo come Massone" secondo Giordano Gamberini.
Dopo la sua morte, avvenuta nella capitale nel 1913, la sua città natale gli dedicò un busto marmoreo, opera dello scultore milanese Attilio Prendoni, collocato nella parte principale della città bassa, nell'attuale piazza Matteotti, che fu inaugurato il 30 maggio 1920.